# 宮城県宮城広瀬高等学校
宮城県宮城広瀬高等学校（みやぎけんみやぎひろせこうとうがっこう）は、宮城県仙台市青葉区落合四丁目にある県立高等学校。通称は「広高」（ひろこう）もしくは「広瀬」（ひろせ）。

## 概要
吹奏楽部が毎年全国大会に出場するなど、部活動が盛んな高校である。また、JR仙山線・陸前落合駅にほど近く、通学のアクセスは良好である。校舎はコスト削減を図るために同年度に開校された宮城県泉館山高等学校と共通の設計となっている。
開校当時の住所は「宮城県宮城郡宮城町下愛子字森下7」である。校名の「宮城広瀬」は、当校が宮城町にあり、かつ、大字の下愛子が広瀬村の一部だったことによる。
隣接する宮城県立拓桃支援学校の校地の一部は、かつて本校の校地となっていた部分を一部削った上で転用されたものである。
宮城県では宮城広瀬高校を学校生活や学習に困難を抱える生徒を対象とした高校『ideal school』に転換するため、新設校の生徒を2027年度から募集する。一方で現行の広瀬高校は2026年度までで募集停止し、2028年度末（2029年3月31日）に閉校する。

## 設置学科
- 全日制
  - 普通科

## 沿革
大半の生徒が仙山線通学であるため、最寄駅の陸前落合駅に関する歴史も付記。
- 1982年（昭和57年）
  - 4月1日 - 校舎等が着工[2]。
  - 12月25日 - 県条例第31号により、当校を宮城郡宮城町下愛子字森下に設置することが公示された（県広報号外第46号）[2]。
- 1983年（昭和58年）
  - 4月1日 - 開校。
  - 10月4日 - 校歌制定
- 1984年（昭和59年）2月1日 - ダイヤ改正があり、国鉄（現JR）仙山線の仙台駅 - 愛子駅間に区間列車の運行が開始した[3]。これにより、当校の最寄駅である陸前落合駅の利便性が格段に向上した。
- 1987年（昭和62年）11月1日 - 宮城町が仙台市に編入合併されたため、住所が仙台市下愛子字森下7になった。
- 1989年（平成元年）4月1日 - 仙台市の政令指定都市移行に伴い、住所が仙台市青葉区下愛子字森下7になった。
- 1998年（平成10年）7月6日 - 住居表示が実施され、住所が仙台市青葉区落合4丁目4-1になった[4][5]。
- 2003年（平成15年）4月1日 - 新制服採用
- 2004年（平成16年）10月16日 - 仙山線の快速列車が全て陸前落合駅に停車することになった。
- 2005年（平成17年）6月 - バスケットボール部　宮城県高校総体で初優勝

## 所在地・交通案内
- 宮城県仙台市青葉区落合四丁目4-1
  - JR仙山線・陸前落合駅から徒歩7分。大半の生徒が仙山線通学である。
  - バスは仙台市営バス「作並温泉」「定義」などの八幡町・愛子経由のバスに乗車、「宮城広瀬高校前」下車徒歩2分。運賃は仙台市都心部から乗車の場合は仙山線より高い。

## 広高祭
1986年9月から毎年1回行われている文化祭。

## 部活動
吹奏楽部はマーチングの大会において、全国大会に出場する等の活躍。バスケ部は近年、全国大会に行くなど活躍。他、個人等の活躍も著しく、部活動が盛んな学校だと言える。
- 運動部
  - 陸上競技，硬式野球，バスケットボール，バレーボール（女子），ソフトボール，サッカー（男・女），弓道，剣道，ソフトテニス，ハンドボール，卓球，バドミントン
- 文化部
  - 吹奏楽，演劇，書道，美術陶芸，放送，写真，茶華道，自然科学，生活研究，合唱，パソコン，奉仕活動，囲碁将棋（同好会）

## 卒業後の進路
7:3の割合で進学が多いが、その中でも各種専門学校への進学の割合が高い。大学進学も私立大学・短大への進学が多く、国公立大学への進学はごくわずかである。

## 事故
2016年8月25日、水泳授業中に2年生男子生徒が水底で沈んでいるのを発見し市内の病院に搬送、意識不明の重体。仙台北署は事件と事故の両面で調査。

## 主な卒業生
- 吉田伊吹 - サッカー選手
- 工藤蒼生 - サッカー選手
- 白A - エンターテインメント集団
- 松田大地 - プロバスケットボール選手
- どかX （中嶋勇樹）インターネット配信者

## 周辺の学校
- 宮城県立拓桃支援学校…同校の移転に当たり、本校の校地の一部を削って同支援学校の校地に転用している。
- 中小企業大学校
- 仙台市立広瀬中学校
- 仙台市立広瀬小学校
- 仙台市立栗生小学校